# Elizabeth Mandlik
Elizabeth Mandlik (* 19. Mai 2001 in Boca Raton, Florida) ist eine US-amerikanische Tennisspielerin. Sie ist die Tochter der viermaligen Grand-Slam-Siegerin Hana Mandlíková.

## Karriere
Mandlik begann mit sieben Jahren das Tennisspielen und bevorzugt Hartplätze. Sie spielt vorrangig Turniere der ITF Women’s World Tennis Tour, bei der sie bislang sieben Einzel- und drei Doppeltitel gewann.
Ihr Debüt auf der WTA Tour gab Mandlik bei der NYJTL Bronx Open 2019, wo sie in der Qualifikation startete.

## Turniersiege

### Einzel
| Nr. | Datum           | Turnier       | Kategorie | Belag     | Finalgegnerin        | Ergebnis       |
| --- | --------------- | ------------- | --------- | --------- | -------------------- | -------------- |
| 1.  | 10. März 2019   | Carson        | ITF W15   | Hartplatz | Carson Branstine     | 6:2, 2:6, 6:4  |
| 2.  | 19. Mai 2019    | Barletta      | ITF W15   | Sand      | Oana Georgeta Simion | 6:0, 6:2       |
| 3.  | 4. Juli 2021    | Monastir      | ITF W15   | Hartplatz | Angelica Raggi       | 0:6, 6:2, 6:4  |
| 4.  | 11. Juli 2021   | Monastir      | ITF W15   | Hartplatz | Angelica Raggi       | 6:3, 4:6, 6:0  |
| 5.  | 23. Januar 2022 | Florianópolis | ITF W25   | Hartplatz | Bárbara Gatica       | 6:0, 6:4       |
| 6.  | 30. Januar 2022 | Florianópolis | ITF W25   | Hartplatz | Eva Vedder           | 6:3, 6:4       |
| 7.  | 26. Juni 2022   | Wichita       | ITF W25   | Hartplatz | Kayla Day            | 6:3, 6:3       |
| 8.  | 18. Januar 2025 | Palm Coast    | ITF W35   | Sand      | Whitney Osuigwe      | 6:1, 6:75, 6:3 |

### Doppel
| Nr. | Datum             | Turnier         | Kategorie   | Belag     | Partnerin     | Finalgegnerinnen           | Ergebnis         |
| --- | ----------------- | --------------- | ----------- | --------- | ------------- | -------------------------- | ---------------- |
| 1.  | 30. Juni 2018     | Curtea de Argeș | ITF $15.000 | Sand      | Andreea Mitu  | Anna Turati Bianca Turati  | 6:4, 7:5         |
| 2.  | 2. Oktober 2021   | Pretoria        | ITF W25     | Hartplatz | Amina Anschba | Jenny Dürst Nina Stadler   | 6:2, 6:2         |
| 3.  | 20. November 2021 | Naples          | ITF W25     | Sand      | Hanna Chang   | Hsu Chieh-yu Jessy Rompies | 6:4, 1:6, [10:7] |

## Abschneiden bei Grand-Slam-Turnieren

### Dameneinzel
| Turnier         | 2021 | 2022 | 2023 | 2024 | Karriere |
| --------------- | ---- | ---- | ---- | ---- | -------- |
| Australian Open | —    | —    | 1    | Q1   | 1        |
| French Open     | —    | —    | 1    | Q1   | 1        |
| Wimbledon       | —    | —    | Q2   | Q1   | —        |
| US Open         | Q1   | 2    | Q3   | Q3   | 2        |

Zeichenerklärung: S = Turniersieg; F, HF, VF, AF = Einzug ins Finale / Halbfinale / Viertelfinale / Achtelfinale; 1, 2, 3 = Ausscheiden in der 1. / 2. / 3. Hauptrunde; Q1, Q2, Q3 = Ausscheiden in der 1. / 2. / 3. Qualifikationsrunde; nicht ausgetragen

### Damendoppel
| Turnier         | 2022 | 2023 | Karriere |
| --------------- | ---- | ---- | -------- |
| Australian Open | —    | —    | —        |
| French Open     | —    | —    | —        |
| Wimbledon       | —    | —    | —        |
| US Open         | 1    | 1    | 1        |

### Juniorinneneinzel
| Turnier         | 2018 | 2019 | Karriere |
| --------------- | ---- | ---- | -------- |
| Australian Open | —    | —    | —        |
| French Open     | —    | 1    | 1        |
| Wimbledon       | —    | AF   | AF       |
| US Open         | AF   | —    | AF       |

### Juniorinnendoppel
| Turnier         | 2017 | 2018 | 2019 | Karriere |
| --------------- | ---- | ---- | ---- | -------- |
| Australian Open | —    | —    | —    | —        |
| French Open     | —    | —    | 1    | 1        |
| Wimbledon       | —    | —    | 1    | 1        |
| US Open         | 1    | AF   | —    | AF       |